# Jenny Colgan
Jenny Colgan (Prestwick, Ayrshire, 14 de septiembre de 1972) es una escritora de ciencia ficción y comedia romántica británica. Escribió para la línea de historias de Doctor Who. Escribe con su propio nombre y con los seudónimos Jane Beaton y J. T. Colgan.
Ganó el premio de Novela Romántica del Año en 2013 por Welcome to Rosie Hopkins' Sweetshop of Dreams (Bienvenidos a la tienda de dulces de los sueños de Rosie Hopkin) y el premio de la Romantic Novelist's Association a la Novela de comedia del año en 2018 por The Summer Seaside Kitchen (La cocina de verano junto al mar).

## Biografía
Jenny Colgan estudió en la Universidad de Edimburgo y trabajó durante seis años en el servicio de salud, trabajando además como dibujante y comediante.
Está casada con Andrew, ingeniero naval, y tiene tres hijos, Wallace, Michael-Francis y Delphie. Divide su tiempo entre Francia y Londres.
En 2000, publicó su primera novela, la comedia romántica La boda de Amanda, que se convirtió en un superventas rápidamente. En 2013, su novela Bienvenidos a la tienda de dulces de los sueños de Rosie Hopkins ganó el premio Novela romántica del año otorgado por la Romantic Novelist's Association. En 2018 ganó una edición de Celebrity Mastermind con una puntuación de 21 puntos.
En julio de 2012, su novela relacionada con Doctor Who Dark Horizons se publicó bajo el nombre de J. T. Colgan.

### Como Jenny Colgan

#### Novelas individuales
- La boda de Amanda (2000)
- Buscando a Andrew McCarthy (2001)
- Hablando con Addison (2001) también conocido como My Very '90s Romance
- Working Wonders (2003) también conocido como Arthur Project
- ¿Recuerdas la primera vez? (2004) también conocido como The Boy I Loved Before
- Dieciséis otra vez (2004)
- ¿A dónde se han ido todos los chicos? (2005)
- Chicas del West End (2006)
- Operación Sunshine (2007)
- Los diamantes son el mejor amigo de las chicas (2008)
- El bueno, el malo y el abandonado (2010)
- La chocolatería más dulce de París (2013) En español: La chocolatería más dulce de París. Penguin.
- Maravillas de trabajo (2013)

#### Panadería de Little Beach Street
1. La pequeña panadería de la isla (2014) En español: La pequeña panadería de la isla. Penguin.
2. Verano en Little Beach Street Bakery (2015)
3. Navidad en Little Beach Street Bakery (2016)

#### En el Cupcake Café
1. Encuéntrame en el Cupcake Café (2011) En español: Encuéntrame en el Cupcake Cafe. Vergara.
2. Navidad en el Cupcake Café (2012) En español: Navidad en el Cupcake Café. Vergara.

#### Polly
1. Polly y el frailecillo (2015)
2. El día tormentoso (2016)
3. El nuevo amigo (2017)
4. Feliz Navidad (2017)

#### Tienda de dulces de Rosie Hopkins
1. Bienvenido a Sweet Shop of Dreams de Rosie Hopkins (2012)
2. Navidad en la tienda de dulces de Rosie Hopkins (2013)
3. La sorpresa de Navidad (2014)

#### Librería escocesa
1. La librería de la esquina (2016) también conocida como La pequeña tienda de felices para siempre
2. La librería en la orilla (2019)
3. 500 millas de usted (2020)

#### Cocina de verano junto al mar / Serie Isla de Mure
1. Una costa muy lejana (precuela, 2017)
2. The Café by the Sea (2016) publicado en rústica como The Summer Seaside Kitchen (2017) En español: El camino para llegar hasta mí. Booket.
3. La playa sin fin (2018) En español: Un amor de ida y vuelta. Planeta.
4. Navidad en el Island Hotel (2020) 'Christmas on the Island (2018) también conocido como An Island Christmas En español: Siempre serás mi rincón favorito. Planeta.

### Como Jane Beaton

#### Maggie, a Teacher in Turmoil
1. Class: Welcome to the Little School by the Sea (2008)
2. Rules: Things are Changing at the Little School by the Sea (2010)
3. Lessons (serialización)

### Como J. T. Colgan/Jenny T. Colgan
- Resistance Is Futile (2015) En español: La resistencia es inútil. Minotauro.
- Spandex and the City (2017)

#### Doctor Who
- Dark Horizons (2012)
- Into the Nowhere (2014)
- In the Blood (2016)
- The Christmas Invasion (2018)
- The Triple Knife and Other Doctor Who Stories (2018)